# Phoma notha
Phoma notha är en lavart som beskrevs av Sacc. 1880. Phoma notha ingår i släktet Phoma, ordningen Pleosporales, klassen Dothideomycetes, divisionen sporsäcksvampar och riket svampar.   Inga underarter finns listade i Catalogue of Life.